# قسم حبلرود الريفي (مقاطعة فيروزكوه)
قسم حبلرود الريفي (بالفارسية: دهستان حبلرود) هي منطقة ريفية تقع في قسم في إيران. يقدر عدد سكانها بـ 4,884 نسمة .